# Weyerhof (Bergisch Gladbach)
Weyerhof ist ein Ortsteil im Stadtteil Bensberg von Bergisch Gladbach. Ursprünglich stand hier nur das abgebildete Fachwerkhaus Weyerhof 5–7.

## Geschichte
Der Siedlungsname Weyerhof greift den spätmittelalterlichen Siedlungsnamen Weyerhof/Weyergut auf, den das Urkataster als „Weier Hof“ verzeichnet. Der Hofname und die alte Gewannenbezeichnung Am kleinen Weiher bezogen sich ursprünglich auf einen angrenzenden Weiher bzw. Teich. Auf dem Weyerhof wurde 1772 Ferdinand Stucker geboren, der 1795 den Widerstand der bergischen Bevölkerung gegen die französischen Revolutionstruppen organisierte.

## Baudenkmal
Das abgebildete Haus Weyerhof 5–7 wurde unter Nr. 190 in die Liste der Baudenkmäler in Bergisch Gladbach aufgenommen.